# Changan CS35 Plus

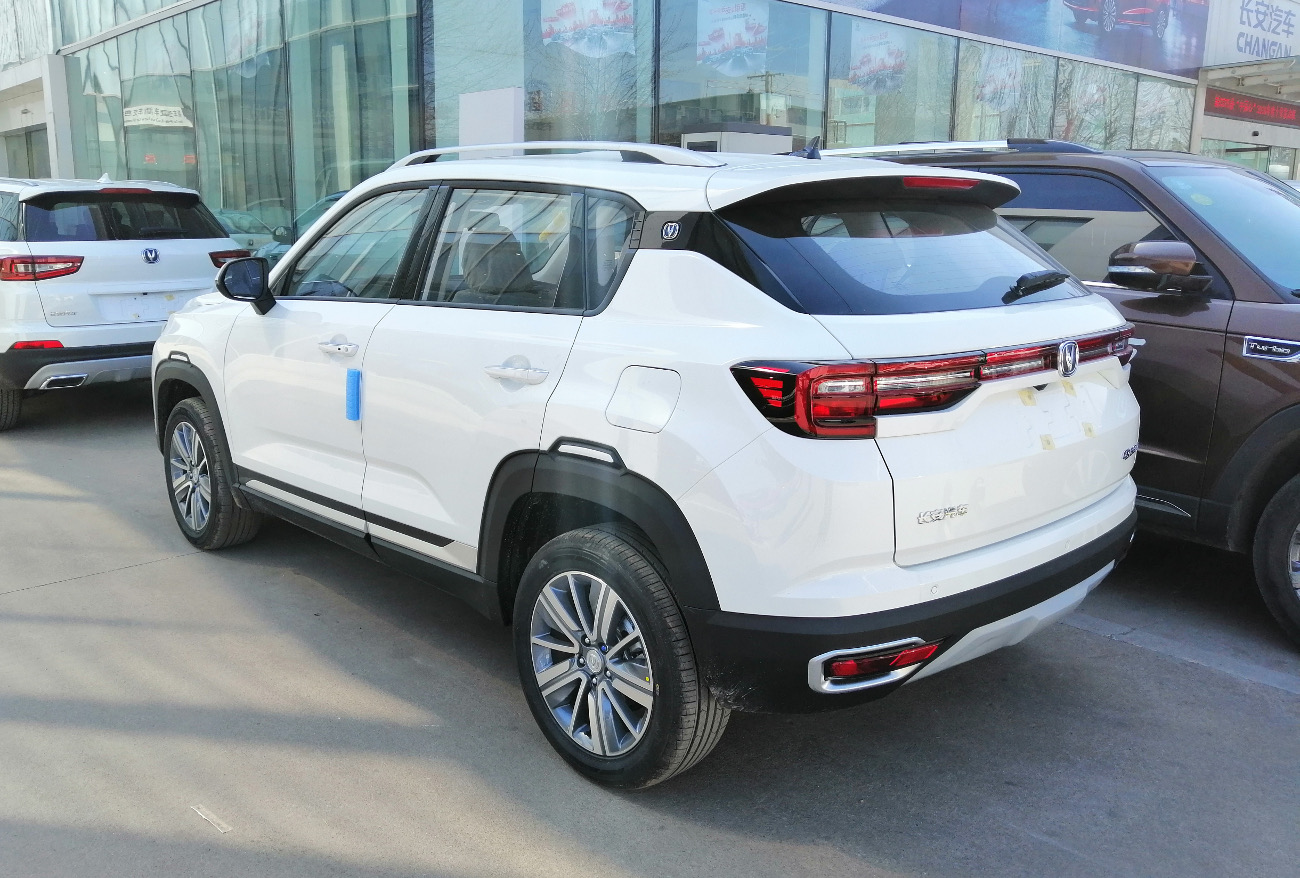
Heckansicht

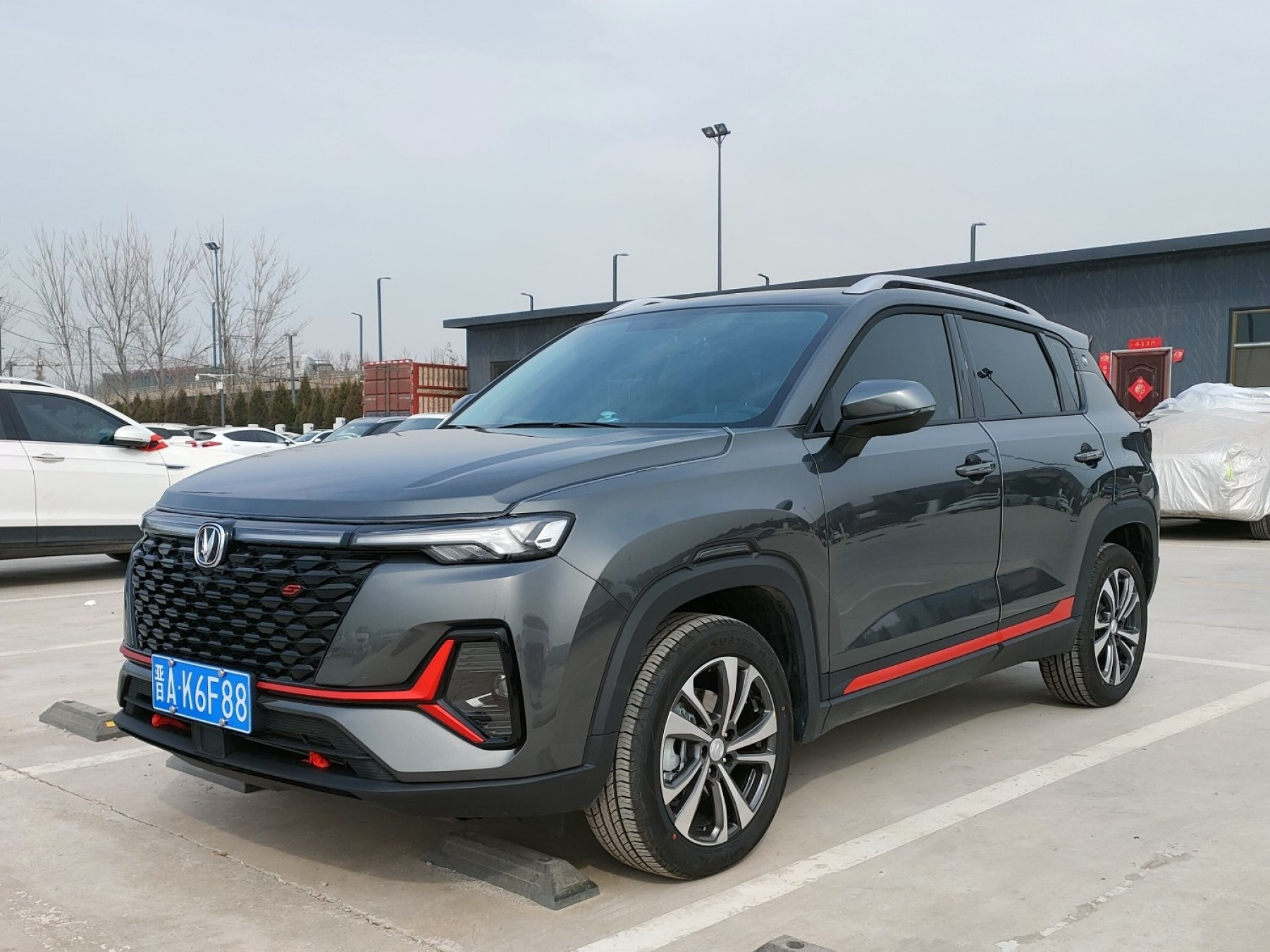
Changan CS35 Plus (seit 2021)

Der Changan CS35 Plus ist ein Kompakt-SUV des chinesischen Automobilherstellers Chongqing Changan Automobile Company der Marke Changan, das zwischen dem CS35 und dem CS55 positioniert ist.

## Geschichte
Das Fahrzeug debütierte im August 2018 auf der Chengdu Motor Show. Seit Oktober 2018 wird es in China verkauft. Im Januar 2021 präsentierte Changan eine überarbeitete Version des CS35 Plus.

## Technische Daten
Angetrieben wird der CS35 Plus von einem 1,6-Liter-Ottomotor mit 94 kW (128 PS). Serienmäßig hat er ein 5-Gang-Schaltgetriebe, gegen Aufpreis ist ein 6-Stufen-Automatikgetriebe von Aisin erhältlich. Allradantrieb ist nicht verfügbar. Im Sommer 2019 ergänzte ein aufgeladener 1,4-Liter-Ottomotor mit 118 kW (160 PS) das Angebot.
|                                            | 1.4T                             | 1.6                          |
| ------------------------------------------ | -------------------------------- | ---------------------------- |
| Bauzeitraum                                | seit 07/2019                     | 10/2018–04/2023              |
| Motorkenndaten                             |                                  |                              |
| Motortyp                                   | R4-Ottomotor                     | R4-Ottomotor                 |
| Motoraufladung                             | Turbolader                       | —                            |
| Hubraum                                    | 1392 cm³                         | 1598 cm³                     |
| max. Leistung bei min−1                    | 118 kW (160 PS) / 5500           | 94 kW (128 PS) / 6000        |
| max. Drehmoment bei min−1                  | 260 Nm / 1500–4000               | 161 Nm / 4000                |
| Kraftübertragung                           |                                  |                              |
| Antrieb, serienmäßig                       | Vorderradantrieb                 | Vorderradantrieb             |
| Getriebe, serienmäßig                      | 7-Stufen-Doppelkupplungsgetriebe | 5-Gang-Schaltgetriebe        |
| Getriebe, optional                         | —                                | (6-Stufen-Automatikgetriebe) |
| Messwerte                                  |                                  |                              |
| Höchstgeschwindigkeit                      | 200 km/h                         | 174 km/h (164 km/h)          |
| Beschleunigung, 0–100 km/h                 | 9,0 s                            | k. A. (12,8 s)               |
| Kraftstoffverbrauch auf 100 km, kombiniert | 6,4 l Super                      | 6,3 l Super (6,7 l Super)    |
| Tankinhalt                                 | 53 l                             | 53 l                         |

Werte in runden Klammern gelten für Modelle mit optionalem Getriebe.